# Rudi Paiva
Rudi Paiva  ist ein uruguayischer Politiker.
Paiva gehört der Partido Colorado und innerhalb dieser der Lista 15 an. Er saß in der 45. Legislaturperiode als stellvertretender Abgeordneter zwischen dem 5. Dezember 2000 und dem 12. Oktober 2001 innerhalb mehrerer, wenige Tage oder Wochen dauernder Phasen für das Departamento Artigas in der Cámara de Representantes.

## Zeitraum seiner Parlamentszugehörigkeit
- 5. Dezember 2000–25. Dezember 2000 (Cámara de Representantes, 45. LP)
- 9. Mai 2001–18. Mai 2001 (Cámara de Representantes, 45. LP)
- 17. Juli 2001–23. Juli 2001 (Cámara de Representantes, 45. LP)
- 3. Oktober 2001–12. Oktober 2001 (Cámara de Representantes, 45. LP)